# Georg Buschner
Georg Buschner (né le 26 décembre 1925 à Gera et mort le 12 février 2007) est un footballeur allemand qui devint entraîneur puis sélectionneur de l'équipe d'Allemagne de l'Est de 1970 à 1981.

## Biographie
Comme joueur, il compte 6 sélections internationales et joua en club notamment pour le SC Motor Iéna (futur FC Carl Zeiss Iéna) de 1952 à 1958.
Il devient entraîneur en 1958 et dirige le FC Carl Zeiss Iéna de 1958 à 1970.
À la tête de l'équipe nationale, il prend part à la phase finale de la Coupe du monde de football 1974 et dirige la formation championne olympique en 1976 et vainqueur de la médaille de bronze en 1980.